# Calibro .410
Il calibro .410 è una cartuccia per fucili a canna liscia.
Solitamente per le cartucce per armi leggere a canna liscia la misura del calibro è il calibro nominale, detto in inglese gauge (come la calibro 12), il cui valore è inversamente proporzionale al calibro effettivo. Per la .410 il calibro invece è in frazioni di pollice, misurando appunto 0,410 pollici, cioè circa 10,4 mm. La misura del .410 nel calibro nominale sarebbe 67,2. Il nome alternativo, calibro 36 magnum, riferirebbe al calibro nominale, ma in realtà il calibro 36 avrebbe un diametro della canna effettivo di 12,9 mm.
Viene utilizzato per la caccia ai migratori sia da appostamento che alla cerca, i migratori cacciati con questo piccolo ma abbastanza efficace calibro sono: allodole, merli, tordo bottaccio, tordo sassello, cesene e colombacci.
Il .410 viene utilizzato anche alla stanziale come fagiani e lepri.
Il 36 magnum ovvero il .410 ha varie dosi di piombo che possono variare che vanno dai 15 grammi ai 24, ma la dose ideale per ottenere le massime prestazioni è dai 18-19 grammi di piombo che possono raggiungere la velocità di 380 m/s quasi la velocità di un calibro 12. Al giorno d'oggi ci sono molte fabbriche d'armi che hanno iniziato a produrre armi con questo calibro.